# 유시 요키넨 (아이스하키 선수)
유시 페테리 요키넨(핀란드어: Jussi Petteri Jokinen, 1983년 4월 1일~)은 핀란드의 전직 아이스하키 선수로 포지션은 센터와 레프트윙이다. 현역 시절 내셔널 하키 리그(NHL)에서 19 시즌을 뛰었으며 NHL 정규 시즌 951경기 출전했다.
국제 대회에 핀란드 대표팀의 일원으로 참가했으며 올림픽에서 은메달 1개(2006), 동메달 1개(2014)를 획득했다.

## 개인사
유시 요키넨은 같은 시기에 내셔널 하키 리그와 핀란드 대표팀에서 뛴 올리 요키넨과는 혈연 관계가 아니다. 동생인 유호 요키넨은 아이스하키 선수로 활동했다.